# 3D-Film
Ein 3D-Film (3-D-Film, dreidimensionaler Film, korrekter stereoskopischer Film oder veraltet Raumfilm) ist ein Film, der dem Zuschauer durch stereoskopische Verfahren ein bewegtes Bild mit einem Tiefeneindruck für stereoskopisches Sehen vermittelt. 3D-Filme mit besonderen Spezialeffekten werden teilweise als 4D-Filme bezeichnet.
Die Aufnahme eines 3D-Films erfolgt mittels Stereokameras, die Wiedergabe mit Hilfe eines 3D-Displays, also die Darstellung durch einen Bildschirm oder durch eine Projektion. Das räumliche Sehen wird durch den Abstand der beiden Augen ermöglicht. Beim Film arbeitet man mit zwei Objektiven, die ebenfalls in einem Abstand auseinanderliegen, um so den stereoskopischen Effekt zu ermöglichen. Da die 3D-Kameratechnik aufwendig und beim Dreh unflexibel ist, geht man bei größeren Filmprojekten verstärkt zur nachträglichen Konvertierung der Bildinhalte über, die softwaregestützt ähnlich gute 3D-Ergebnisse liefert.
Wird dem Auge jeweils das richtige Bild zugeführt, entsteht ein räumlicher Eindruck. Durch einen größeren Abstand der Objektive kann der räumliche Effekt verstärkt werden, allerdings ordnet das menschliche Gehirn dann alles auch als kleiner ein.
Die erste Blütezeit der 3D-Filme war in den Jahren 1953 und 1954, als immer mehr Zuschauer den Kinos fernblieben und sich lieber das preiswerte Fernsehen ansahen. Filmproduzenten versuchten Zuschauer mit immer neuen Erfindungen ins Kino zurückzulocken. Da es über das Schwarz-Weiß-Fernsehen nicht möglich war, 3D-Filme zu zeigen, war der 3D-Film eine der Attraktionen, die nur im Kino angesehen werden konnten. Aus ähnlichen Gründen wurde die 3D-Technik nach 2008 wieder verstärkt lanciert.

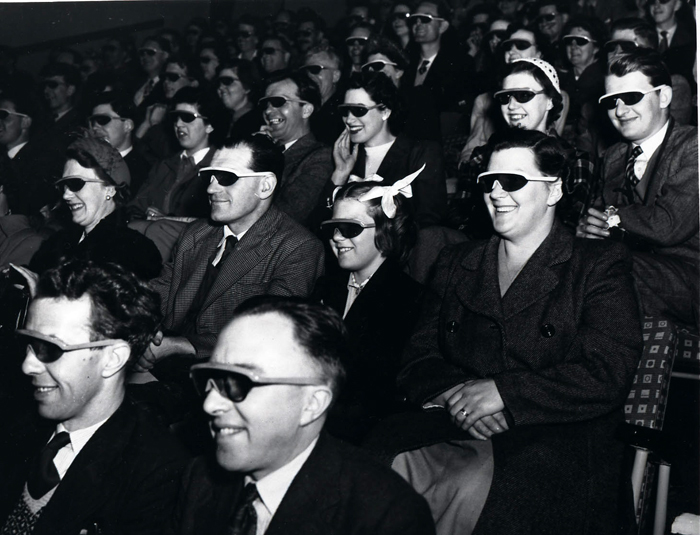
Zuschauer beim Ansehen eines 3D-Films während des Festival of Britain 1951 in London.

## Technik

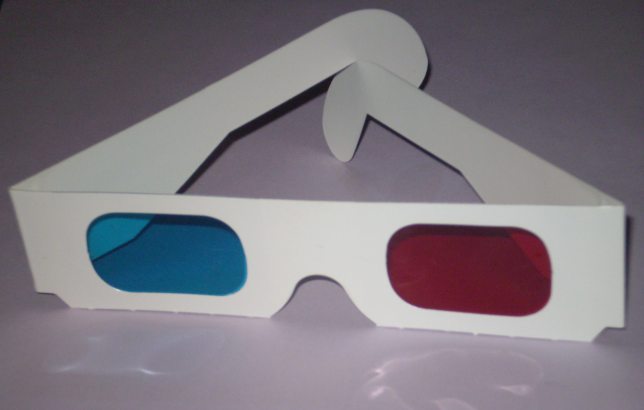
Typische moderne Anaglyphenbrille mit Rot/Cyan-Filtern, ähnlich anderen mit Rot/Grün- oder Rot/Blau-Filtern.

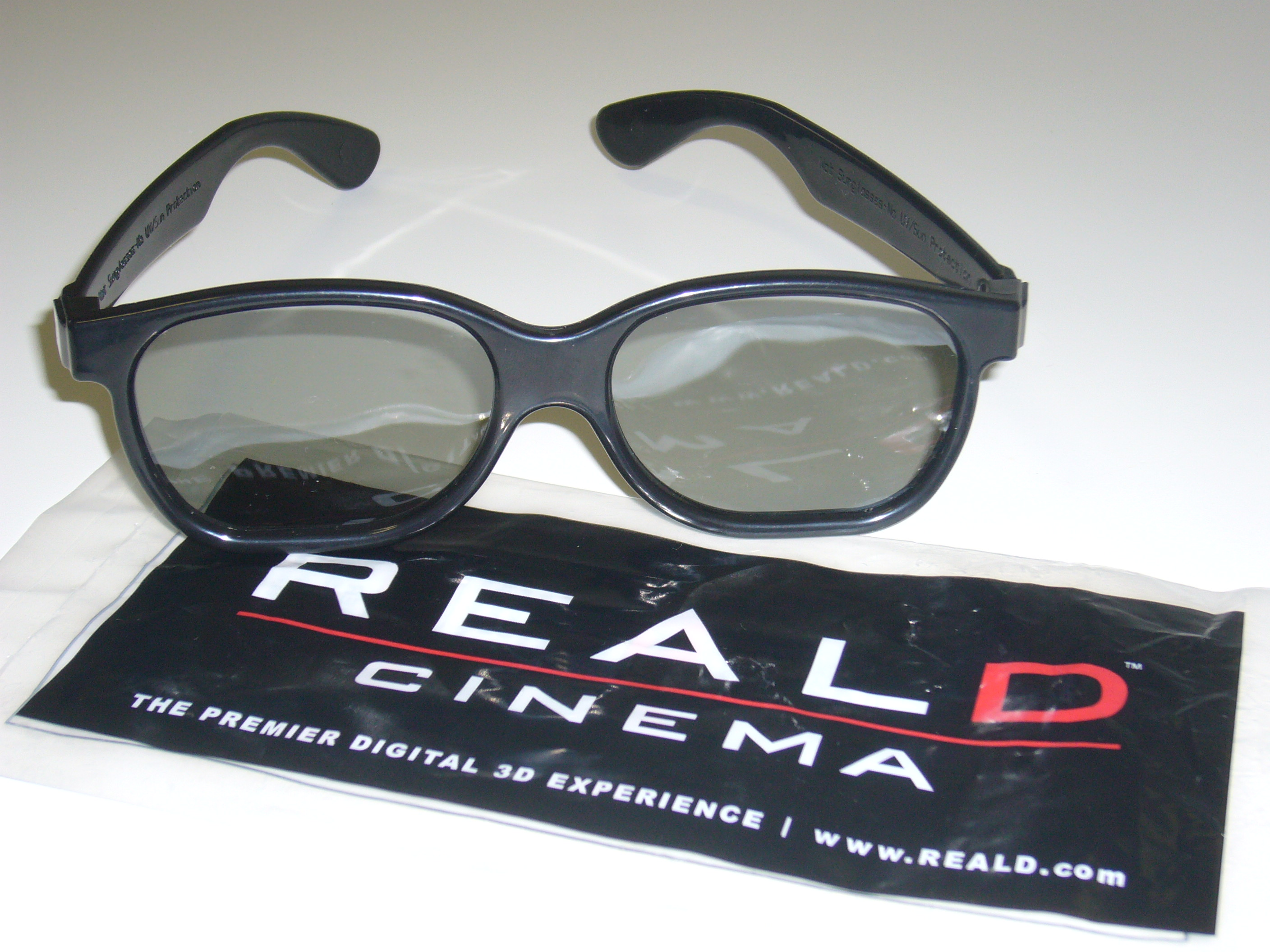
RealD-Brille zur Betrachtung von zirkular polarisierten 3D-Filmen

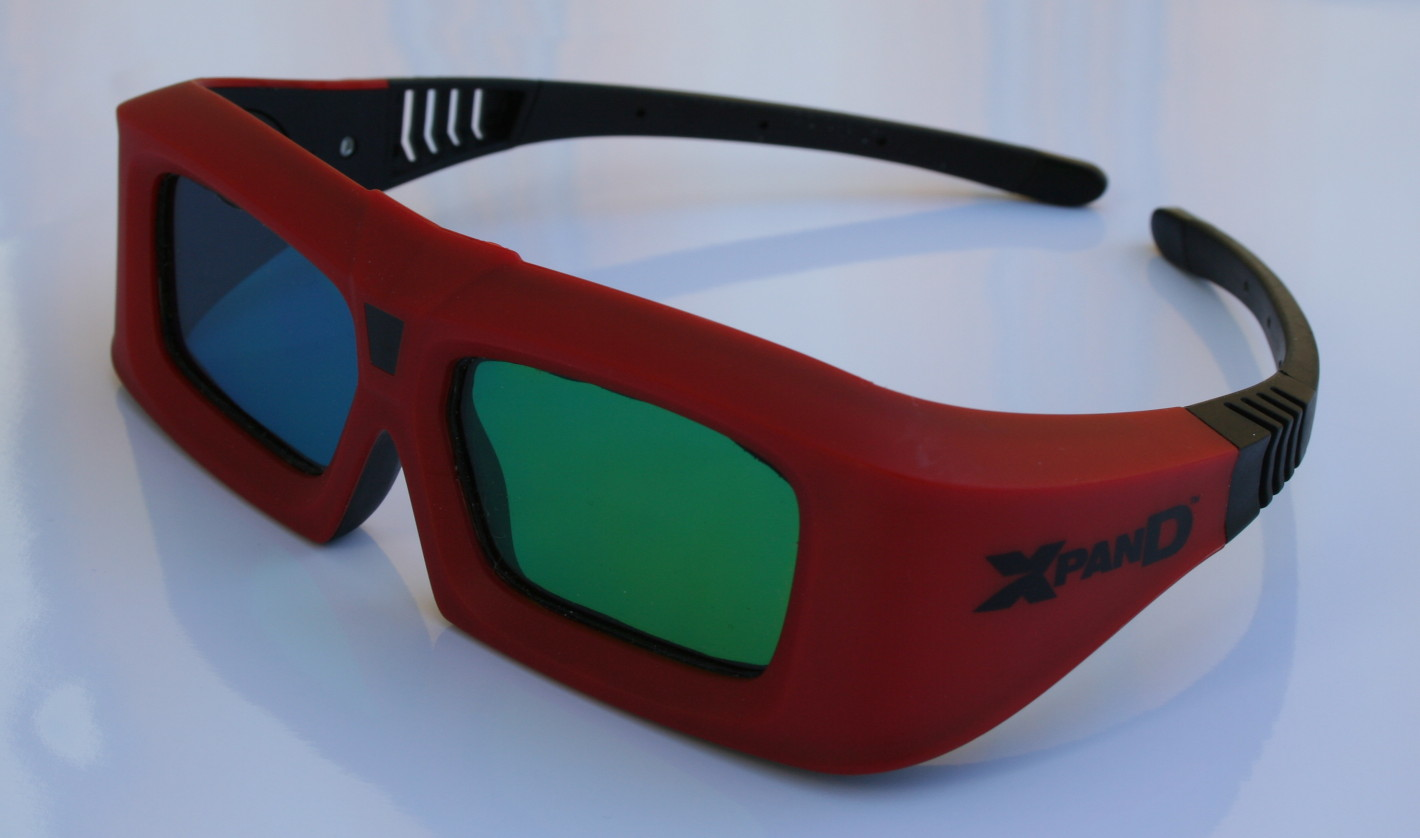
Shutterbrille XpanD-Verfahren

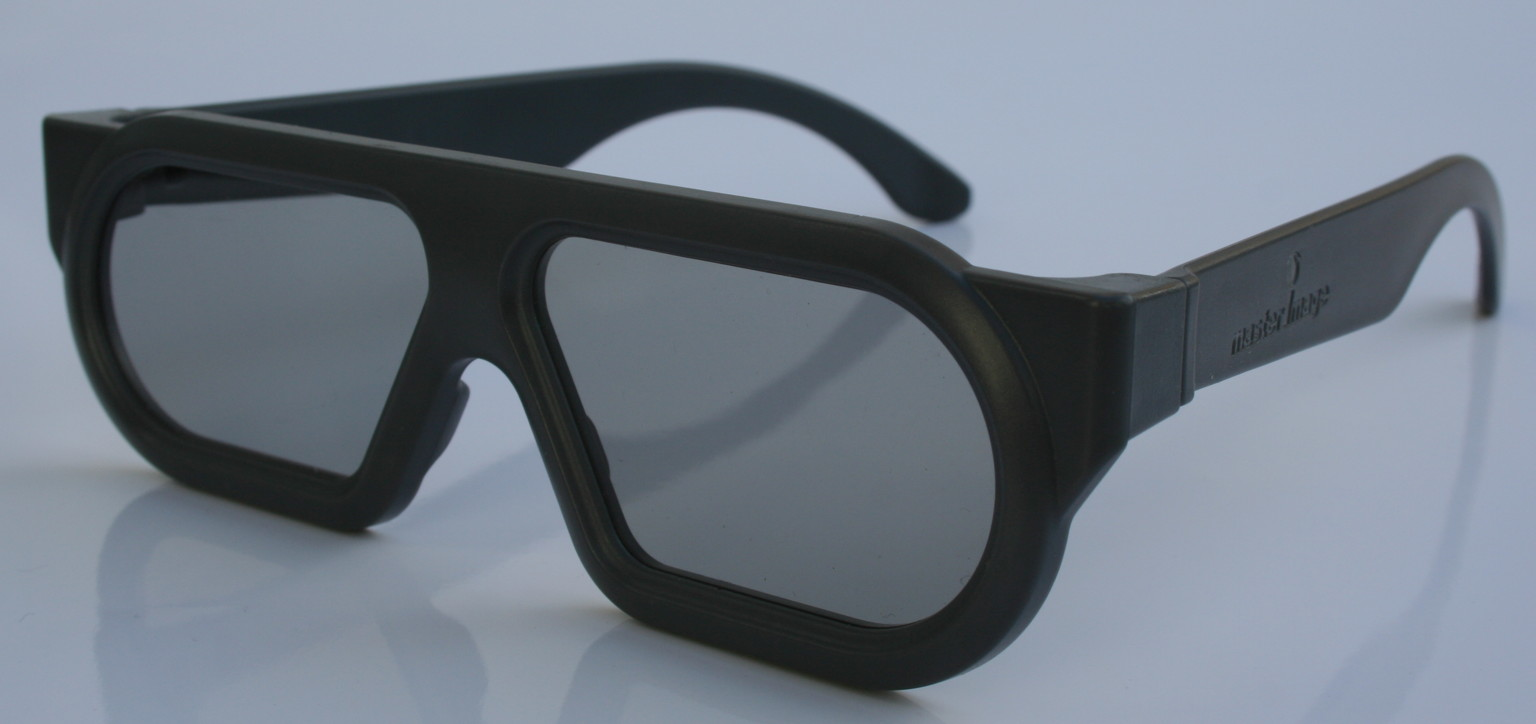
Einwegbrille MasterImage-Verfahren

Für einen 3D-Film müssen zwei Bilder von leicht unterschiedlichen Perspektiven aufgenommen werden – entweder mit einer Stereokamera mit zwei Objektiven, mit zwei getrennten Kameras oder durch nachträgliche Konvertierung, bei der fehlende Bildinhalte digital ergänzt werden.
In der Anfangszeit des 3D-Films wurden die Filmbilder auf zwei getrennten Filmstreifen mit zwei mechanisch gekoppelten Projektoren projiziert. Dabei kam es öfter vor, dass ein Filmstreifen riss und die Filmvorführung nur noch „flach“ fortgesetzt werden konnte, weil eine Synchronisation der beiden Filmstreifen kaum noch möglich war. Abhilfe gab es für dieses Problem erst, als es gelang, beide Filmbilder auf einem Filmstreifen unterzubringen.
Die 3D-Filme der 1950er-Jahre und später wurden überwiegend entweder in anaglypher (rot-grün) Technik projiziert (diese Filme waren im Ergebnis schwarz-weiß) oder im Polarisationsverfahren, das eine Ansicht in Farbe ermöglicht. Die modernen digitalen Projektionssysteme nutzen entweder die Polarisationstechnik, Interferenzfiltertechnik oder Shutterbrillen. Einige wenige Filme wurden auch auf autostereoskopischen Drahtgitterleinwänden wie z. B. in Moskau aufgeführt. Unter den gezeigten Werken war nur ein einziger Langfilm: der russische Spielfilm Robinzon Kruzo (Robinson Crusoe) von 1947.
Verschiedene Fernsehsendungen (beziehungsweise manche DVDs), die im herkömmlichen Fernsehen angeblich in 3D gesendet werden, sind meistens nicht stereoskopisch, sondern benutzen den Pulfrich-Effekt. Durch eine besondere Brille wird ein Auge abgedunkelt, sodass ein Bild etwas zeitverzögert im Gehirn ankommt. Bei der Aufnahme wird die Kamera seitwärts bewegt, und so entsteht beim Ansehen zeitweise ein stereoskopischer Effekt. Sobald die Kamerabewegung aufhört, ist der Effekt beendet. Ohne Brille ist so ein Film auch ganz normal (ohne Doppelkonturen oder Farbverfälschungen wie beim anaglyphen Film) ansehbar.
Manche mit 3D-Technik beworbene Computeranimationsfilme (CGI) oder Computerspiele können mangels eines zweiten Bildes mit einer zweiten Perspektive nur scheinbar räumlich wirken, haben mit echter Stereoskopie nichts zu tun und sind vollkommen „flach“.
Mit Der Polarexpress wurde 2004 der erste Animationsfilm in stereoskopischen 3D hergestellt. Ab 2009 kamen weitere stereoskopische 3D-Animationsfilme hinzu, wie Monsters vs. Aliens oder Ice Age 3 – Die Dinosaurier sind los, die außerdem in 3D auf Blu-ray Discs für die hochaufgelöste stereoskopische Wiedergabe auf 3D-Fernsehgeräten oder 3D-Projektoren erhältlich sind. Sie sind deutlich von den ebenfalls auf DVD oder Blu-ray Disc erhältlichen 3D-Filmen nach dem Anaglyphenverfahren zu unterscheiden, denen meist einige Farbfilterbrillen beigelegt sind (beispielsweise Die Reise zum Mittelpunkt der Erde 3D). Anaglyphen-3D-Filme sind auf allen vorhandenen Bildwiedergabegeräten lauffähig, allerdings mit den bei diesem Verfahren typischen qualitativen Schwächen bei Farbwiedergabe und Links-Rechts-Übersprechen, dem so genannten „Ghosting“. Im (Internet-)Versandhandel waren auch DVDs mit IMAX-3D-Filmen (stereoscopic 3D, field sequential) verbreitet, die auf passenden Wiedergabegeräten (NTSC-tauglich) auch zu Hause eine echte räumliche Wiedergabe ermöglichten. Inzwischen sind diese jedoch weitgehend durch 3D-Blu-ray abgelöst worden.

## Rechtliche Aspekte der 3D-Konvertierung
Bei der nachträglichen 3D-Konvertierung eines bestehenden Filmwerks entsteht nach deutschem Recht eine Vervielfältigung des Films, was ohne Zustimmung des Urhebers – vor allem also des Regisseurs – grundsätzlich nicht zulässig ist. Daneben liegt unter Umständen eine Bearbeitung vor (§ 23 UrhG). Auf der Ebene des Urheberpersönlichkeitsrechts kann es durch die Konvertierung außerdem zu einer gröblichen Entstellung des Films kommen (§§ 93, 14 UrhG); ob dies immer so ist oder von der Qualität der Konvertierungsarbeit abhängt, ist im Einzelnen strittig. Eine ober- bzw. höchstgerichtliche Klärung haben diese Fragen bislang noch nicht erfahren.

## Geschichte

### Anfänge
Bereits in den späten 1890er Jahren beantragte der britische Filmpionier William Friese-Greene ein Patent für 3D-Filme. 1915 zeigten Edwin S. Porter and William E. Waddell einem Publikum im Astor Theater in New York einen 3D-Testfilm (The Morals of Marcus mit Marie Doro). Es dauerte jedoch noch bis zum 27. September 1922, als der erste Langfilm in Rot-Grün, The Power of Love, als Stummfilm in 3D aufgeführt wurde. 1927 setzte der französische Filmpionier Abel Gance auch 3D-Sequenzen in seinem Stummfilm-Meisterwerk Napoléon ein, die allerdings bald wieder aus dem Film entfernt wurden. Der erste Tonfilm in 3D war 1936 der italienische Nozze vagabonde, produziert von der Società Italiana Stereocinematografica.
Am 27. Mai 1937 erfolgte mit Gartenschau in Dresden dann in Deutschland der erste Versuchsfilm in Farbe im Polarisationsverfahren. Bei dem am 5. Dezember 1937 aufgeführten Film Zum Greifen nah, einem Werbefilm der Boehner-Film, Dresden, für die Volksfürsorge-Lebensversicherung war der Titel Programm.

### Die „goldene Ära“ in den USA (1952–1954)
1952 wurde in den USA mit Bwana, der Teufel eine kurzzeitige „goldene Ära“ des 3D-Films eingeläutet. Mit Hilfe des von Friend Baker und Lothrop Worth entwickelten und den Brüdern Milton und Julian Gunzburg unter dem Namen „Natural Vision“ vermarkteten Systems war es nun möglich, Farbfilme in 3D zu schauen. Das Verfahren basierte auf einem Zweibilder-Auszug nach dem Muster der Polarisationsbilder. Die Zuschauer benutzten spezielle Polarisations- statt der üblichen Rot-Grün-Brillen. Damit das polarisierte Licht reflektiert werden konnte, waren metallisierte Leinwände nötig. Anfangs wurden die Teilbilder mit zwei Projektoren („Zweibandverfahren“) projiziert, was zu Problemen bei der Synchronisation führte.
Das Kabinett des Professor Bondi (1953) war der erste 3D-Film mit Stereoton.
Einer der ersten CinemaScope-Filme, eine weitere Erfindung, die Zuschauer zurück ins Kino locken sollte, Das Gewand (1953), wurde damals beworben als Film, den man „plastisch ohne Brille“ sehen könne, was aber nicht zutraf. CinemaScope hat nur ein sehr breites Bild, das anfangs auf eine gebogene Kinoleinwand projiziert wurde. Ein echter 3D-Film braucht jedoch zwingend zwei perspektivisch unterschiedliche Bilder, für jedes Auge eines, sonst ist keine räumliche Wirkung möglich.
1954 verflog die Popularität des 3D-Films in den USA wieder schnell, was vor allem auf die aufwendige Technik und die schlechte Qualität der hastig produzierten Filme zurückzuführen war.
Der erste CinemaScope-Film, der tatsächlich in 3D aufgeführt wurde, war 1960 Der Schatz der Balearen (September Storm) vom Regisseur Byron Haskin.
In deutschen Kinos wurde am 25. und 26. September 1954 in Coburg der erste 3D-Zweibandfilm Hummelkinder von Willy Pfaff in Farbe und Ton einem Kinopublikum vorgeführt. Nach seinem Tod am 28. Juli 2003 im Alter von 93 Jahren, konnte durch den Nachlass am 24. September 2004, fast 50 Jahre nach der ersten Aufführung, im Kinosaal des Münchner Filmmuseum im Rahmen einer Veranstaltungsreihe der Film erneut gezeigt werden. Ergänzt wurde der Film durch weggefallene Szenen in 2D.

### Digitales Zeitalter
In Deutschland sind Mitte 2010 mehr als 310 Kinos in der Lage, digitale 3D-Filme vorzuführen, in Deutschland, Österreich und der Schweiz zusammengenommen rund 390 Kinos. Ein besonderer Anreiz dazu ist der Film Avatar – Aufbruch nach Pandora, der speziell in 3D-Aufnahmetechnik mit gemischten Real- und Computergrafik-Effekten produziert wurde.
3D-Kinofilme werden entweder als zweistreifiger 70-mm-Film im IMAX-3D-Verfahren produziert und vorgeführt oder als Digital-Cinema-Fassung (DCI) in 2K-Auflösung (z. B. Die Geister der Titanic).
Der Zuschauer trägt je nach Projektionsverfahren entweder eine herkömmliche Polarisationsbrille oder eine per Infrarotlicht gesteuerte LCD-Shutterbrille. Beim RealD-Verfahren, das auf digitaler Projektion basiert, trägt der Zuschauer eine Polarisationsbrille, die sich aber vom IMAX-3D-Verfahren darin unterscheidet, dass sie zirkular und nicht linear polarisiert ist.
Seit 2006 werden erneut vermehrt stereoskopische 3D-Filme produziert, vor allem in den USA. Die digitale Aufnahme- und Wiedergabetechnik beseitigt einige Schwachstellen der filmbasierten 3D-Projektion. Bildstandsschwankungen, wie sie durch schlecht gewartete Filmprojektoren oder ungenau kopierte Filmkopien auftreten können, treten hier nicht mehr auf. Auch Streifen oder Flecken im Bild, die durch verkratztes oder verschmutztes Filmmaterial sichtbar sein können, entfallen.
Seit 2007 werden auch 3D-Animationsfilme, wie Himmel und Huhn oder Für immer Shrek, in einer stereoskopischen Fassung erzeugt, konnten aber in der überwiegenden Zahl der Kinos mangels entsprechender digitaler Projektionstechnik nur „flach“ angesehen werden.
Durch verbesserte Software werden seit 2009 auch zunehmend in traditioneller 2D-Technik gedrehte Filme für den Kinoeinsatz nach 3D konvertiert. Erste Beispiele dieses (umstrittenen) Trends waren G-Force – Agenten mit Biss (2009) und die 2010 veröffentlichten Alice im Wunderland und Kampf der Titanen.
Seit 2009 gibt es ein neues 3D-Projektionsverfahren. Es basiert auf Multiwellen-Triplets. Ein Vorteil dieses Verfahrens ist die gegenüber den gängigen Verfahren wesentlich bessere Kanaltrennung. Bekannt ist es als Infitec (Interferenzfilter-Technologie). Es wird vom Unternehmen Dolby unter Dolby 3D im digitalen 3D-Kino vermarktet.
Auch Filmhochschulen beschäftigen sich mit dem Thema 3D. So wurde 2002 der Film Cyberheidi 3D von der Hochschule für Fernsehen und Film (München) koproduziert. Im Frühjahr 2009 drehte die Hamburg Media School (HMS) einen Real-3D-Commercial für die Süddeutsche Zeitung namens Morgen. Die Hochschule für Film und Fernsehen in Potsdam-Babelsberg folgte im November 2009 mit dem deutschen Real-3D-Spielfilm Topper gibt nicht auf. Gefördert wurde das Projekt vom Bundeswirtschaftsministerium unter dem PRIME-Forschungsprojekt. Der Film wurde im April 2010 veröffentlicht.
Anfang 2010 brachten mehrere Unternehmen, darunter zum Beispiel Panasonic, Samsung, Sony und Toshiba, erste 3D-Fernsehgeräte auf den Markt, mit denen man zu Hause 3D-Filme anschauen kann.
Seit dem Jahr 2011 ist die deutsche Musikgruppe Kraftwerk (Band) regelmäßig weltweit mit 3D-Projektionen und Filmen zu ihren Musikstücken bei ihren Konzerten zu sehen. Zusätzlich finden darüber hinaus immer wieder Installationen in verschiedenen Museen statt.
Ende 2012 startete mit Der Hobbit – Eine unerwartete Reise, der für die Projektion statt des üblichen Industriestandards von 24 Bildern pro Sekunde die doppelte Frequenz von 48 Bildern verwendete, der erste High-Frame-Rate-3D-Film in den Kinos.
Im Oktober 2016 präsentierte Ang Lee (Regie Life of Pi) den Film Die irre Heldentour des Billy Lynn auf dem New York Film Festival in 4K, 3D und 120 fps. Zwar wird der Film in dieser Auflösung und Bildrate weltweit nur in sechs Kinos gezeigt werden können, dennoch wird er als bahnbrechend für ein qualitativ hochwertiges 3D bezeichnet. Weitere Varianten, die auch in anderen Kinos gezeigt werden könnten, sind: 2K, 3D, 120 fps (in ausgewiesenen Dolby Cinemas) und in den meisten anderen Kinos wären folgende Varianten möglich: 2K, 3D, 60 fps oder 2K, 2D, 120 fps. Allerdings bestreitet Sony die Distribution in Deutschland nur mit der 24-fps-2D-Version. Im Oktober 2019 ist mit Gemini Man ein weiterer Ang Lee Film in 3D und mit einer Bildrate von 120 fps in den Kinos gestartet.

## World 3-D-Film Expo
Im September 2003 wurde – aus Anlass des fünfzigsten „Geburtstages“ des 3D-Hypes der 1950er-Jahre in den USA – nach umfangreichen Vorarbeiten im Grauman’s Egyptian Theatre, Hollywood, die erste World 3-D-Film Expo veranstaltet.
Während des zweiwöchigen Festivals wurden über 30 restaurierte Kino- und Kurzfilme der in den Goldenen Fünfzigern gedrehten 3D-Filme in ihrem Originalformat aufgeführt. Viele der später nur noch in Rot-Grün aufgeführten Filme waren dabei zum ersten Mal wieder in der originalen Polarisationsdarstellung zu sehen, so auch Alfred Hitchcocks Bei Anruf Mord oder die lange verschollen geglaubte 3D-Fassung des Filmmusicals Kiss Me, Kate. Zusätzlich zu den Filmvorführungen gab es ein umfangreiches Beiprogramm, an dem viele der damaligen Mitwirkenden teilnahmen.
Auf der im September 2006 wiederholten 3-D-Film Expo gab es weitere restaurierte Filme zu sehen, so Diamanten (The Diamond Wizard, 1954) oder Cease Fire!, Taza, Son of Cochise, Wings of the Hawk und Those Redheads From Seattle.

## 4D-, 5D- und XD-Filme
4D-Film ist eine irreführende Bezeichnung für einen Film, bei dem während der Vorführung neben der üblichen Bildprojektion (in 2D oder 3D) und Mehrkanaltonwiedergabe noch weitere Mittel eingesetzt werden, um die Vollständigkeit der Illusion zu erhöhen. In Deutschland existiert seit 2003 auch eine Betreiberkette, die solche Filme und die entsprechenden Kinosäle unter dem Namen „Magic Cinema 4D“ vermarktet.
So gibt es 4D-Filme mit folgenden Spezialeffekten:
- Sitze oder ganze Zuschauerränge werden bewegt oder vibrieren
- Duftstoffe werden in den Kinosaal eingeleitet (siehe auch Geruchskino)
- künstlicher Regen und/oder Nebel werden produziert
- Wind wird produziert[20]
- Zusätzliche Schauspieler oder Animatronics agieren vor der Leinwand
- Sogenannte Beinkitzler (meist Fäden aus Kunststoff) rotieren unter den Kinositzen. Sie sollen Gras, sich bewegende Insekten o. ä. imitieren.

Gezeigt werden solche Filme in speziellen 4D-Kinos, welche beispielsweise auch auf neueren Kreuzfahrtschiffen zu finden sind. Unter der Bezeichnung „Gimmickfilme“ wurden mit diesem Konzept bereits in den 1950er Jahren Billigproduktionen insbesondere von William Castle „aufgewertet“. (Ein populäres Beispiel dafür ist etwa Schrei, wenn der Tingler kommt.) Hierfür wurden die entsprechenden Kinosäle allerdings jeweils nur temporär mit dem benötigten Equipment ausgerüstet.
Die Bezeichnung 5D-Film ist ebenso wie die Bezeichnung 4D-Film irreführend. Meist wird der Begriff verwendet, sobald mehr Effekte als nur Bewegung („4. Dimension“) zu 3D hinzukommen. Eine klare Trennung der Begriffe 5D-Film und 4D-Film ist aber nicht möglich, da auch 4D-Filme oftmals mehr als nur 3D und Bewegung beinhalten. Derzeit (April 2013) existieren in Deutschland lediglich in Berlin, Langenhagen, Warnemünde, Wilhelmshaven und Waiblingen sogenannte 5D-Kinos. Eine weitere Bedeutung des Begriffs bezieht sich auf eine Interaktion des Zuschauers mit dem Medium, die zur 4. Dimension hinzukommt, wie zum Beispiel im Ghostbusters 5D Kino im Heide Park Resort.
Derzeit befindet sich in Potsdam im Filmpark Babelsberg ein sogenanntes XD-Kino, bei dem die Zuschauer mit der Leinwand interagieren können. Der Filmpark versteht folgendes unter den Dimensionen im Kinofilm:
- 1D ist das Bild
- 2D ist der Ton
- 3D ist die Tiefe, es sieht so aus, als würde das Bild in die Tiefe gehen oder aus der Leinwand herauskommen.
- 4D bedeutet, dass die Sitze bewegt werden
- XD bedeutet, dass die Zuschauer im Film mitbestimmen, also mit der Leinwand interagieren können.

Allerdings deckt sich diese Auffassung der Dimensionen nicht mit der allgemeinen Auffassung oder mathematischen Definitionen.

## Reaktionen
Noch 2010/12 empfanden einige Zuschauer bei der Betrachtung von Filmen Augen- und Kopfschmerzen. Es gab hauptsächlich zwei Effekte, die für das menschliche Sehen unnatürlich sind: Doppelbilder, die durch unvollständige Trennung der beiden Bilder verursacht werden, und die Abweichung von Konvergenz und Akkommodation, die durch den Unterschied zwischen der wahrgenommenen Position eines Objektes vor oder hinter der Leinwand und dem tatsächlichen Ursprung des Lichtes von der Leinwand, verursacht wird.
Weitere körperliche Reaktionen konnten von Schwindel, Schweißausbrüchen bis zu Übelkeit reichen. Die Ursachen sind vergleichbar mit der sogenannten Simulator Sickness. Einige Hersteller warnten 2011 noch davor, dass 3D-Fernseher zu „Bewegungskrankheit, Desorientierung, Augenbelastung und verminderter Haltungsstabilität“ führen können.
Im Jahr 2013 besuchten 28 Mio. Kinozuschauer in Deutschland 3D-Filme. Auch die 2015-Studie der FFA zeigt, dass sich der 3D-Film im Kino etabliert hat.
Im Mai 2016 belegte eine von RealD in Auftrag gegebene Studie, dass Kinder nach dem Ansehen eines 3D-Films über eine höhere Reaktions- und Konzentrationsfähigkeit verfügen als nach dem Ansehen eines 2D-Films.

## Sonstiges
- Der „Kiemenmensch“ aus Jack Arnolds Der Schrecken vom Amazonas (The Creature from the Black Lagoon, 1954) gilt als eine Ikone des 3D-Filmbooms der 1950er Jahre. In dem Kostüm steckte der Schauspieler Ricou Browning, der später an den Verfilmungen um den Delfin Flipper beteiligt war.
- Der Regisseur von Das Kabinett des Professor Bondi (1953), André De Toth, war einäugig – konnte also gar nicht räumlich sehen. Der Film, mit Vincent Price in der Hauptrolle, wird als Klassiker angesehen und wurde als einer der ersten sogar mit Stereoton ausgestattet und später von 35-mm-Film auf 70-mm-Film umkopiert.

## Filmliste
- Liste von 3D-Filmen – Auflistung von 3D- und 4D-Filmen